# Thomas Welsh (basketballer)
Thomas Welsh (Torrance, 3 februari 1996) is een Amerikaans basketballer.

## Carrière
Welsh speelde collegebasketbal voor de UCLA Bruins van 2014 tot 2018. Welsh stelde zich in 2017 kandidaat voor de NBA draft maar trok zich terug. Een jaar later was hij opnieuw kandidaat ditmaal werd hij gekozen als 58e door de Denver Nuggets. Hij speelde die zomer in de NBA Summer League voor de Nuggets en tekende daarna een two-way contract. In november 2018 werd hij uitgeleend aan de Capital City Go-Go en in januari 2019 aan de Iowa Wolves. In de zomer van 2019 speelde hij opnieuw in de NBA Summer League voor de Nuggets. Zijn contract werd nadien ontbonden. Hij tekende nog wel voor de start van het seizoen voor de Charlotte Hornets maar werd ook door hen doorverwezen.
Hij tekende daarop voor hun opleidingsploeg de Greensboro Swarm. Voor het seizoen 2020/21 tekende hij bij de Belgische eersteklasser BC Oostende. In maart 2021 geraakte hij geblesseerd. Hij werd met Oostende landskampioen. In 2021 tekende hij voor New Taipei Kings uit Taiwan en speelde er een seizoen. Tijdens het seizoen 2021/22 speelde hij in de Japanse competitie voor Passlab Yamagata Wyverns en het seizoen erop voor Levanga Hokkaido. Hij verlengde bij de club zijn contract voor het seizoen 2024/25.
In juni 2025 tekende hij voor het Japanse SunRockers Shibuya.

## Erelijst
- Belgisch landskampioen: 2021
- Belgisch bekerwinnaar: 2021

## Statistieken

### Regulier seizoen
| Seizoen  | Team           | WG | WS | MPW | 2P%  | 3P%  | FW%  | RPW | APW | SPW | BPW | PPW |
| -------- | -------------- | -- | -- | --- | ---- | ---- | ---- | --- | --- | --- | --- | --- |
| 2018/19  | Denver Nuggets | 11 | 0  | 3,3 | 53,8 | 42,9 | 50,0 | 0,4 | 0,5 | 0,0 | 0,0 | 1,6 |
| Carrière | Carrière       | 11 | 0  | 3,3 | 53,8 | 42,9 | 50,0 | 0,4 | 0,5 | 0,0 | 0,0 | 1,6 |